# The Magic Numbers
The Magic Numbers es una banda británica de Rock Alternativo e Indie Rock formada en Ealing, Inglaterra en 2002 lanzando su álbum bien recibido por los críticos, titulado The Magic Numbers en junio de 2005. La banda está compuesta por dos parejas de hermanos que se conocieron en el barrio. Antes de formar The Magic Numbers, Romeo y Sean pasaron algún tiempo intentando formar una banda juntos, habiendo tocado bajo el nombre de "Guess"

## Historia

### Comienzos
Los Stodart, nacidos en Trinidad, son hijos de un padre escocés y una madre portuguesa de la isla de Trinidad. En el año 1990 se mudaron a Nueva York. En los años 1990, cuando Romeo tenía 16 años y Michelle tenía 10, se mudaron a Londres.
Los Gannon son de ascendencia irlandesa, pero vivieron en Hanwell donde se hicieron amigos de sus vecinos, los Stodarts.

### 2002 - 2005
A finales de 2002 The Magic Numbers toman forma y comienzan una gira por todo Londres, consiguiendo un público identificado por su sonido, no eran menos entre algunos artistas ya establecidos en la música incluyendo a The Chemical Brothers, Travis, y Ed Harcourt.
El éxito llegó rápidamente, empezando en el verano del 2004 y más tarde ese año cuando comenzaron a tocar como banda telonera de varios artistas conocidos, como Travis, Ed Harcourt y Snow Patrol. Además apareciendo en algunos festivales británicos.

### 2005
Tras el lanzamiento de su álbum debut se dedicaron a ocupar lo restante del 2005 y los primeros meses del 2006 de gira promocionando sus sencillos por todo Reino Unido, Estados Unidos, Europa, Nueva Zelanda, Australia y Japón.
Aunque la banda era minimizada, recibieron una gran cantidad de atención de la prensa por haber sido la primera banda en irse del show de TV Top of the Pops tras recibir insultos del conductor del programa, Richard Bacon, sobre sus físicos, poco antes de aparecer en el programa para promocionar su sencillo "Love Me Like You".

### 2006-presente
Después de la gira de su álbum debut, The Magic Numbers editó en noviembre del 2006 su segunda placa titulada Those the Brokes. 
El 7 de junio de 2010 editarán su tercer disco titulado The Runaway.
La novedad fue anunciada en su sitio web, a través de una carta en la que aseguran que será el mejor disco que han hecho hasta el momento. El trabajo contó con la producción del islandés Valgeir Sigurðsson, quien ya trabajo con la cantante Bjork.

## Discografía

### Álbumes
- The Magic Numbers (2005)
- Those the Brokes (2006)
- The Runaway (2010)
- Alias (2014)
- Outsiders (2018)

### Sencillos
| Año  | Canción               | Discografía                     |
| ---- | --------------------- | ------------------------------- |
| 2005 | Forever Lost          | Heavenly Records (UK) EMI (USA) |
| 2005 | Love Me Like You      | Heavenly Records (UK) EMI (USA) |
| 2005 | Love's a Game         | Heavenly Records (UK) EMI (USA) |
| 2006 | I See You, You See Me | Heavenly Records (UK) EMI (USA) |
| 2006 | Take a Chance         | Heavenly Records (UK) EMI (USA) |
| 2007 | This Is a Song        | Heavenly Records (UK) EMI (USA) |
| 2010 | The Runaway           | Heavenly Records (UK) EMI (USA) |

## Giras como banda telonera
- Travis, octubre de 2004.
- Ed Harcourt, noviembre de 2004.
- Doves, abril de 2005.
- Athlete, abril de 2005.
- U2, julio de 2005.
- Brian Wilson, agosto de 2005.
- Bright Eyes, noviembre de 2005.
- Franz Ferdinand, febrero de 2006.
- The Flaming Lips y Sonic Youth, verano 2006.

## Festivales
- SXSW, Estados Unidos, marzo de 2005.
- Isle of Wight, Reino Unido, junio de 2005.
- Glastonbury, Reino Unido, junio de 2005.
- Truck Festival, Reino Unido, julio de 2005.
- T in the Park, Reino Unido, julio de 2005.
- Oxegen, Irlanda, julio de 2005.
- Fuji Rock, Japón, julio de 2005.
- Lowlands, Netherlands, agosto de 2005.
- V, Reino Unido, agosto de 2005.
- Vegoose, Estados Unidos, octubre de 2005.
- Big Day Out, Australia/Nueva Zelanda, febrero de 2006.
- SXSW, Estados Unidos, marzo de 2006.
- Coachella, Estados Unidos, abril de 2006.
- Bonnaroo, Estados Unidos, junio de 2006.
- Oxegen, Irlanda, julio de 2006.
- Across The Tracks, Reino Unido, julio de 2006.
- T in the Park, Reino Unido, julio de 2006.
- Eden Project, Reino Unido, agosto de 2006.
- V, Reino Unido, agosto de 2006.
- Pukkelpop, Bélgica, agosto de 2006.
- Lowlands, Holanda, agosto de 2006.
- Osheaga, Montreal, agosto de 2006.
- Wintercase, España, noviembre de 2006.
- Festival Vive Latino 2007, México, DF Mayo.
- Festival Internacional de Benicassim 2007, Castellón, Spain.
- Beldent Random Music Fest, Argentina, septiembre de 2012.